# RIOT (オペレーティングシステム)
RIOTは、モノのインターネット用のオープンソースのマイクロカーネルオペレーティングシステムである。
RIOTは、LGPLでライセンスされており、当初はベルリン自由大学とINRIA、HAW Hamburgで開発されていた。

## 背景
RIOTは、マイクロカーネルアーキテクチャーに基づいたオペレーティングシステムである。
RIOTのカーネルは多くの部分をセンサネットワークのために開発されていたカーネルであるFireKernelに由来している。

## 技術的側面
RIOTではCとC++によるアプリケーションのプログラミングが可能であり、TinyOSやContikiと言った同じ程度のメモリー使用量を持つオペレーティングシステムとは違い、RIOTは完全なマルチスレッドとリアルタイム機能の両方を提供している。
RIOTは、8ビット (AVR ATmegaなど)と16ビット (TI MSP430など)、32ビット (ARM Cortexなど)のハードウェアで動作する。
RIOTをLinuxまたはMac OSのプロセスとして動作させるナイティブポートが存在する。
これにより、GNU Compiler Collection (GCC)、GNUデバッガ、Valgrind、Wiresharkといった標準的な開発とデバッグのためのツールを使用できるようになる。
RIOTは、部分的にPOSIXに準拠している。
RIOTは、IPv6や6LoWPAN、標準的なプロトコルであるRPL、UDP、TCP、CoAPといった複数のネットワークスタックを提供している。

## ソースコード
RIOTのソースコードは、GitHubから入手可能であり、オープンソース開発者の国際的なコミュニティーによって開発されている。

## 参照
1. ↑  “RIOT OS: Towards an OS for the Internet of Things, in Proceedings of the 32nd IEEE International Conference on Computer Communications (INFOCOM), April 2013”.   IEEE (2013年4月15日). 2014年5月18日閲覧。
2. ↑  “A Real-Time Kernel for Wireless Sensor Networks Employed in Rescue Scenarios, in Proceedings of the IEEE 34th Conference on Local Computer Networks (LCN), October 2009.”.   IEEE (2013年10月20日). 2014年5月18日閲覧。
3. ↑  “Betriebssysteme für eingebettete Systeme im Internet der Dinge: Freie Fahrt für Experimentierfreudige, published in iX Developer Magazine, Special Issue on Embedded Software”.   Heise.de (2014年2月14日). 2014年5月18日閲覧。
4. ↑  “Avec RIOT, l’Internet des objets tient son OS temps reel open source”.   lembarque.com (2014年4月9日). 2014年5月18日閲覧。
5. ↑  “"RPL: IPv6 Routing Protocol for Low-Power and Lossy Networks", IETF Request For Comments 6550, March 2012”.   IETF (2012年3月1日). 2014年5月18日閲覧。
6. ↑  “Simply RIOT: Teaching and Experimental Research in the Internet of Things, in Proceedings of the 13th ACM/IEEE International Conference on Information Processing in Sensor Networks (IPSN), April 2014”.   ACM (2014年4月15日). 2014年5月18日閲覧。